# Acidente rodoviário de Teófilo Otoni
O acidente rodoviário de Teófilo Otoni ocorreu no dia 21 de dezembro de 2024, por volta das 3h30 (GMT-3), envolvendo uma carreta, um carro e um ônibus, resultando em 39 mortos. O acidente, ocorrido na rodovia BR-116 em Teófilo Otoni, município de Minas Gerais, é considerado uma das maiores tragédias em rodovias federais brasileiras desde o início da série histórica de registros da Polícia Rodoviária Federal (PRF), em 2007.

## Antecedentes
A BR-116 é uma das rodovias mais importantes e movimentadas do Brasil, conectando diversas capitais e regiões do país. No entanto, essa rodovia também é conhecida pelo alto índice de acidentes graves. Em 2011, um acidente envolvendo dois caminhões e um ônibus na mesma rodovia, também em Minas Gerais, resultou em 33 mortos, o que tornou esse evento uma das tragédias mais lembradas na região antes do acidente de 2024. Esses eventos destacam a necessidade urgente de melhorias na infraestrutura rodoviária e de políticas mais eficazes de segurança no trânsito.

## Detalhes do acidente
Por volta das 3h30, um ônibus da empresa Emtram de prefixo 4170, que partira de São Paulo com destino a Elísio Medrado, trafegava nas proximidades do distrito de Lajinha, em Teófilo Otoni, quando colidiu com partes de uma carreta que vinha em sentido oposto. Inicialmente, acreditou-se que um dos pneus do ônibus havia estourado, levando o motorista a perder o controle do veículo e chocar-se contra a carreta, informação esta ratificada posteriormente por sobreviventes que estavam no automóvel. No entanto, em nota emitida pela PRF, uma hipótese é que o acidente tenha sido causado por uma grande pedra de granito sendo transportada pela carreta, que acabou se soltando da carroceria e chocando-se contra o coletivo. As verdadeiras causas do acidente continuam sob investigação.
Após a colisão, o ônibus pegou fogo, resultando na morte de muitas das vítimas, que ficaram carbonizadas. Até o final do dia 21 de dezembro de 2024, o Corpo de Bombeiros havia contabilizado 41 fatalidades, o que posteriormente foi corrigido para 39 mortes. Os três ocupantes do carro de passeio, um Fiat Argo, além de sete passageiros do ônibus, foram socorridos e levados em estado grave para o hospital mais próximo do local do acidente.
Segundo informações divulgadas pela mídia, o motorista da carreta fugiu do local do acidente e estava sendo procurado pelas autoridades. Dois dias depois, se apresentou à Polícia Civil do Estado de Minas Gerais para prestar depoimento, acompanhado de advogados. Ele estava com a Carteira Nacional de Habilitação cassada desde 2022.

## Vítimas
No dia 21 de dezembro de 2024, a empresa de transportes Emtram, responsável pelo ônibus, divulgou uma lista com o nome dos 44 passageiros. Um pai, uma mãe e uma bebê de um ano de idade, todos da cidade de Mauá, na Grande São Paulo, estão entre os 39 mortos no grave acidente. Três crianças que estavam no ônibus sobreviveram ao acidente e ficaram órfãs.

## Investigação
Em 22 de dezembro de 2024, a polícia disse que um motorista da carreta suspeito de causar o grave acidente na BR-116 está com a carteira de motorista apreendida há dois anos e foi considerado foragido. No início do dia seguinte, o motorista da carreta se entregou à polícia, foi ouvido e liberado em Teófilo Otoni.
Em 10 de janeiro de 2025, a Polícia Civil do Estado de Minas Gerais encerrou a identificação dos 39 corpos das vítimas que morreram em acidente com ônibus.
Na manhã do dia 21 de janeiro de 2025, o motorista da carreta, identificado como Arilton Bastos Alves, foi preso pela Polícia Civil do Estado de Minas Gerais, no Espírito Santo. Um exame toxicológico, realizado no suspeito no dia 23 de dezembro de 2024, dois dias depois de acidente, concluiu que o motorista da carreta usou cocaína, ecstasy e outras drogas.

## Repercussão
O acidente rodoviário em Teófilo Otoni teve repercussão nacional e internacional, com agências de notícias como Al Jazeera, The Guardian e outras noticiando o fato.
Para além da ampla cobertura midiática, autoridades e figuras públicas se pronunciaram sobre o ocorrido. O governador do estado de Minas Gerais, Romeu Zema, ofereceu sua solidariedade, determinando a total mobilização do governo do Estado no atendimento às vítimas. O presidente da República, Luiz Inácio Lula da Silva, em nota, ofereceu condolências e se colocou à disposição do governo mineiro.
A Emtram, empresa de transporte que operava o ônibus envolvido, emitiu nota lamentando o ocorrido e solidarizando-se com os familiares das vítimas. A empresa afirmou estar prestando assistências às pessoas afetadas, incluindo apoio psicológico. Além disso, a mesma também informou estar colaborando com as autoridades para investigar as causas do acidente, que ainda não são conhecidas.